# Gesellschaft Museum

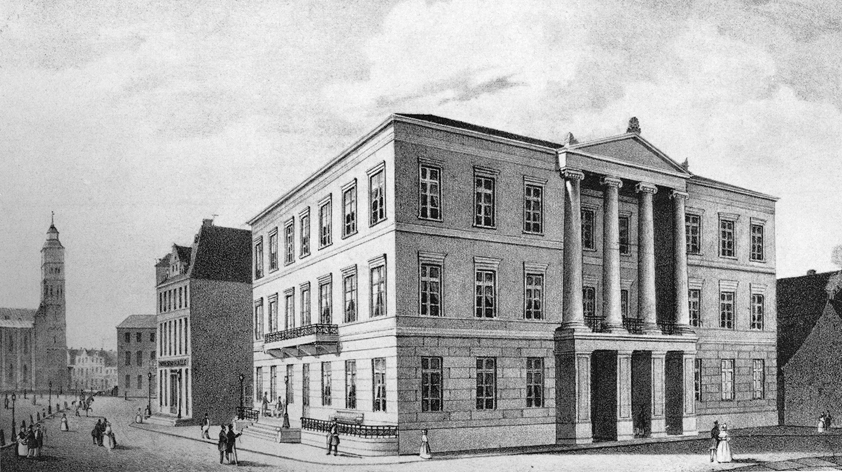
Museum am Domshof: 1838 nach dem Umbau durch Jacob Ephraim Polzin

Die Gesellschaft Museum war eine 1783 durch den Zusammenschluss verschiedener Gruppen entstandene Bremer Gesellschaft, auf deren Nachfolge sich heute sowohl der Club zu Bremen als auch das Überseemuseum berufen.

## Geschichte
Aus einer Gruppe Bremer Kaufleute, die 1774 beschloss, die Übersetzungen von John Hawkesworths Sammlung von Reisen um die Welt gemeinsam zu lesen, entstand eine Lesegesellschaft, die sich anfangs in den Häusern der Mitglieder traf, Bücher austauschte und besprach. Mit der Gründung einer zunächst auf 18 Mitglieder beschränkten zweiten Gesellschaft 1776, der Physikalischen Gesellschaft, wollte man das naturwissenschaftliche Interesse fördern, sammelte Naturalien und Geräte, legte eine Bücherei an und hielt Vorträge. So war die Gesellschaft entstanden als eine bürgerliche Einrichtung, in der die Ideen der Aufklärung Niederschlag gefunden hatten, doch konnte sie die Stagnation der geistigen und gesellschaftlichen Zustände, in der Bremen im 18. Jahrhundert verharrte, kaum lösen.
Nach einem Zusammenschluss mit weiteren Gruppen nannte man sich 1783 dann Gesellschaft Museum, bis 1805 aber auch noch Physikalische Gesellschaft. 1808, man zählte jetzt 300 Mitglieder, wurde ein Neubau Ecke Domshof/Schüsselkorb bezogen. Das Museum wurde 1813 durch die französischen Behörden geschlossen, nach der Befreiung aber wieder geöffnet. 1838 wurde das Gebäude durch Jacob Ephraim Polzin umgebaut und aufgestockt.
1864 wurde der Naturwissenschaftliche Verein gegründet und übernahm das Naturalienkabinett der Gesellschaft Museum, deren Sammlungen auch Kuriositäten enthielt wie Skelett und Kleidung der Giftmischerin Gesche Gottfried. Bis 1875 entwickelte sich die Gesellschaft zu einem Club für Literatur und Geselligkeit, und die Mitgliederzahl war auf über 700 gestiegen. Das alte Museumsgebäude wurde 1873–75 durch einen Neubau ersetzt, der aber 1911 wegen sinkender Mitgliederzahlen an die Deutsche Bank verkauft wurde. Mit dem Museum zog man in ein Gebäude Am Wall.

## Nachfolge
Die „Gesellschaft Museum“, eine Lese-Gesellschaft mit „Naturalienkabinett“, ging 1931 mit der „Bremer Gesellschaft von 1914“ auf im Club zu Bremen, der seine Clubräume im historischen Haus Schütting hat.
Unter dem Namen „Städtische Sammlungen für Naturgeschichte und Ethnographie“ gingen 1875 die Sammlungen des „Naturwissenschaftlichen Vereins“ und Sammlungen einer 1872 gegründeten Anthropologischen Kommission in das Eigentum der Stadt über. 1877 wurden sie in der Glocke ausgestellt, bis 1896 das „Städtische Museum für Natur-, Völker- und Handelskunde“ eröffnete, das heutige Überseemuseum am Hauptbahnhof.